# Králíkárna

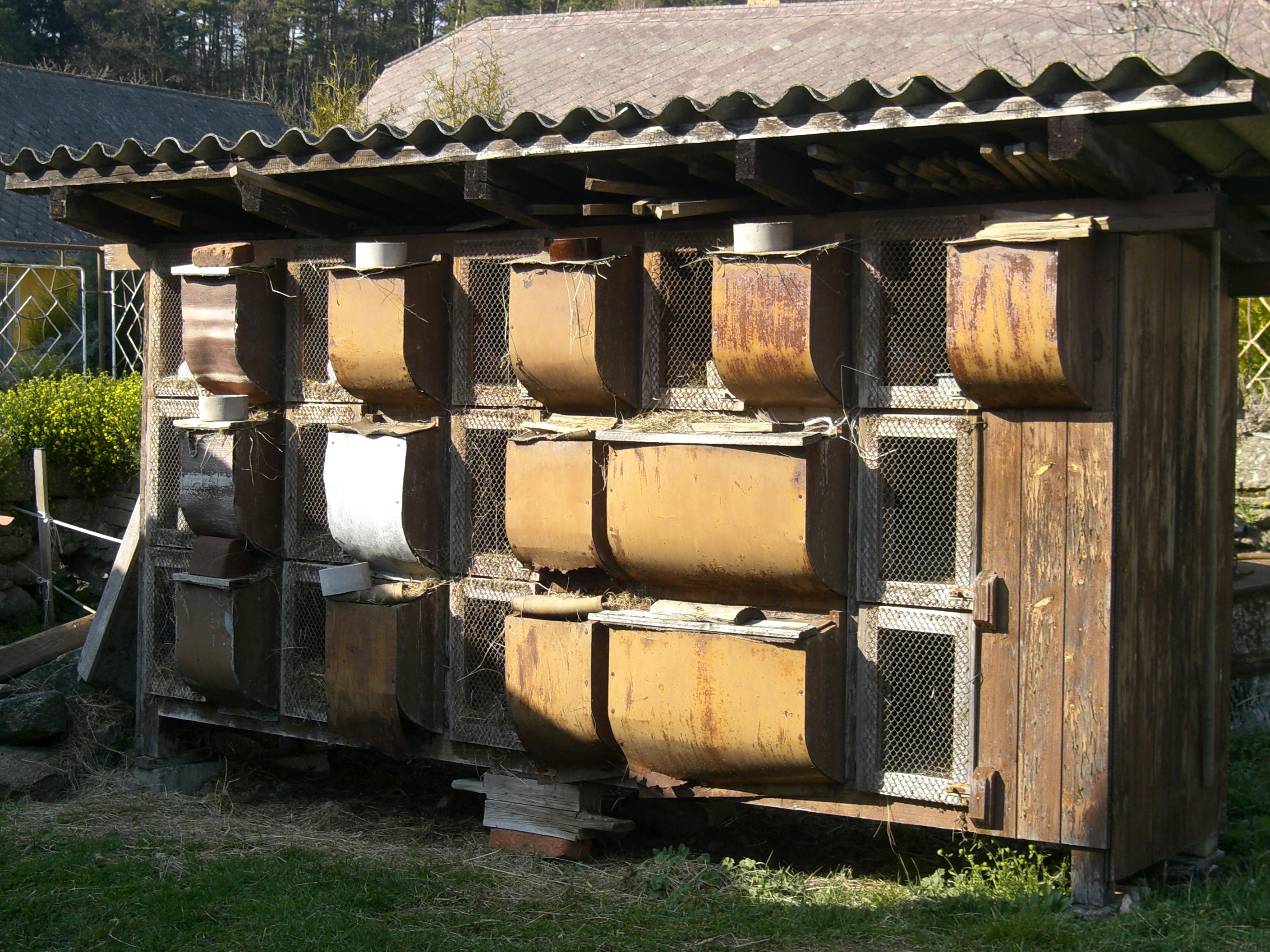
Česká králíkárna s venkovními zásobníky na seno

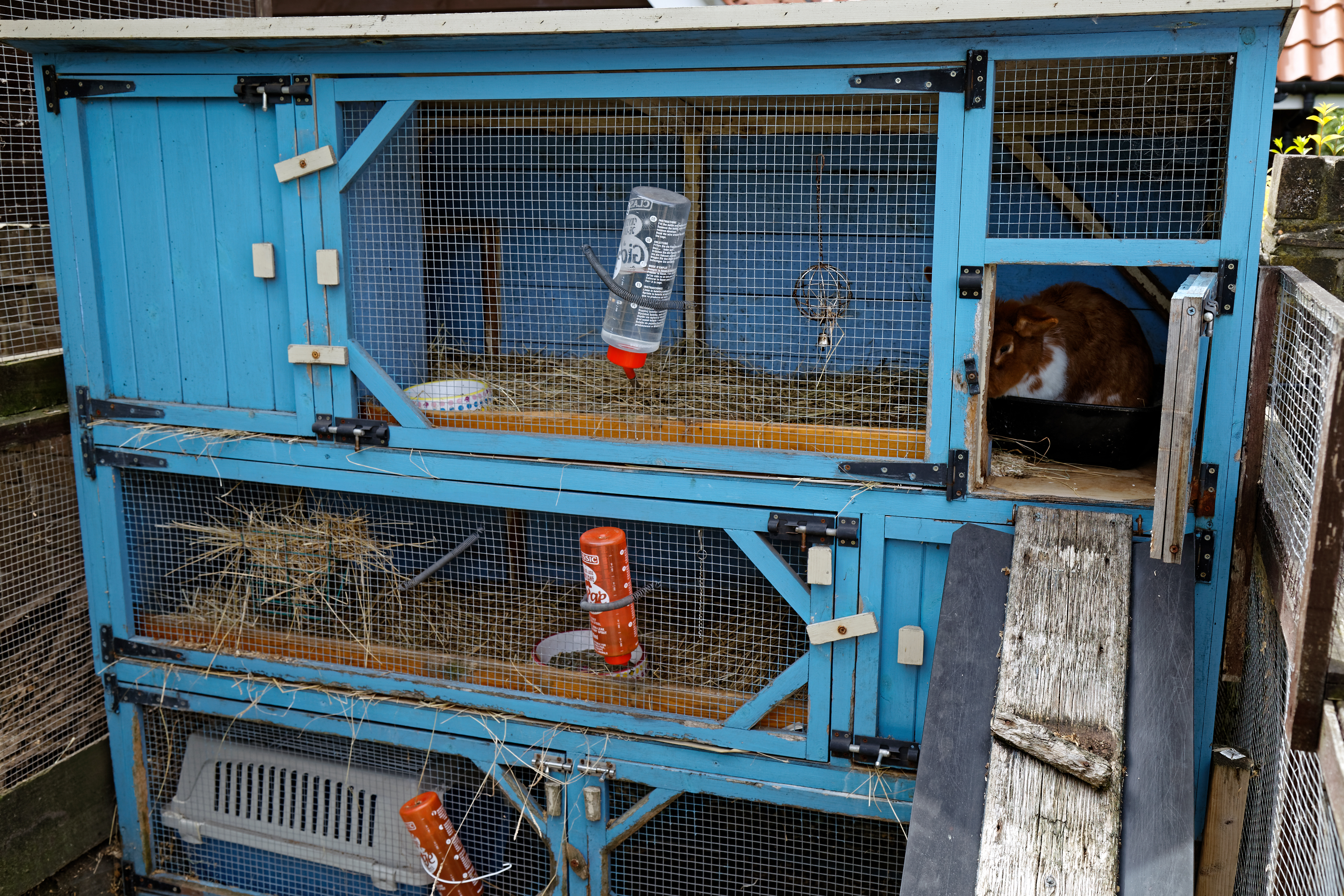
Britská králíkárna s lávkou pro výběh

Králíkárna je druh několikakomorového kotce nebo klece, který je určen pro chov a odchov užitkových králíků, někdy i morčat nebo dalších druhů hlodavců. Pro individuální chov králíka jako domácího mazlíčka bývá určena malá klec.

## Konstrukce
Králíkárny se nejčastěji zhotovují ze dřeva, bývají patrové, složené z jednotlivých kójí (kotců) s otevřenou přední stranou, potaženou jemným, takzvaným králičím pletivem. Podlaha bývá být tvořena kovovým nebo dřevěným roštem, s vyjímatelnou, často plastovou vanou pod ním. Na rošt se klade podestýlka, nejčastěji sláma, nebo seno, jež je nutné každý den měnit. Vyjímatelná podlážka má výhodu snadného a dokonalého vyčištění. Součástí kotců či kójí jsou napáječky na vodu a krmítka - jesle na objemové krmivo (tráva, seno, letnina) a korýtko na dužnaté a jadrné krmivo (zrní, granule, zelenina). Napáječky mohou být pouhé misky s vodou, lahve se sací trubičkou, napáječky ventilové nebo tlačítkové. V každé kóji žije jedno nebo více zvířat.
Některé kotce bývají opatřeny prknem (lávkou), po níž se králíci občas pouštějí proběhnout. Někde mívají vlastní výběh na trávu, což je důležité pro králíky chované na kožešinu, aby se jim pravidelně pročistila srst. Pro velkochovy králíků se staví zděné konstrukce s keramickou střešní krytinou. Zhotovují se také mobilní králíkárny na kolech.

## Umístění
Při odchovu se dbá na tiché prostředí. Vhodné je umístění králíkárny v polostínu v klidné části dvora, zahrady nebo na kraji lesa. Není-li králíkárna hlídána psem, je vhodné ji oplotit, aby byli králíci chráněni před predátory.

## Typy králíkáren

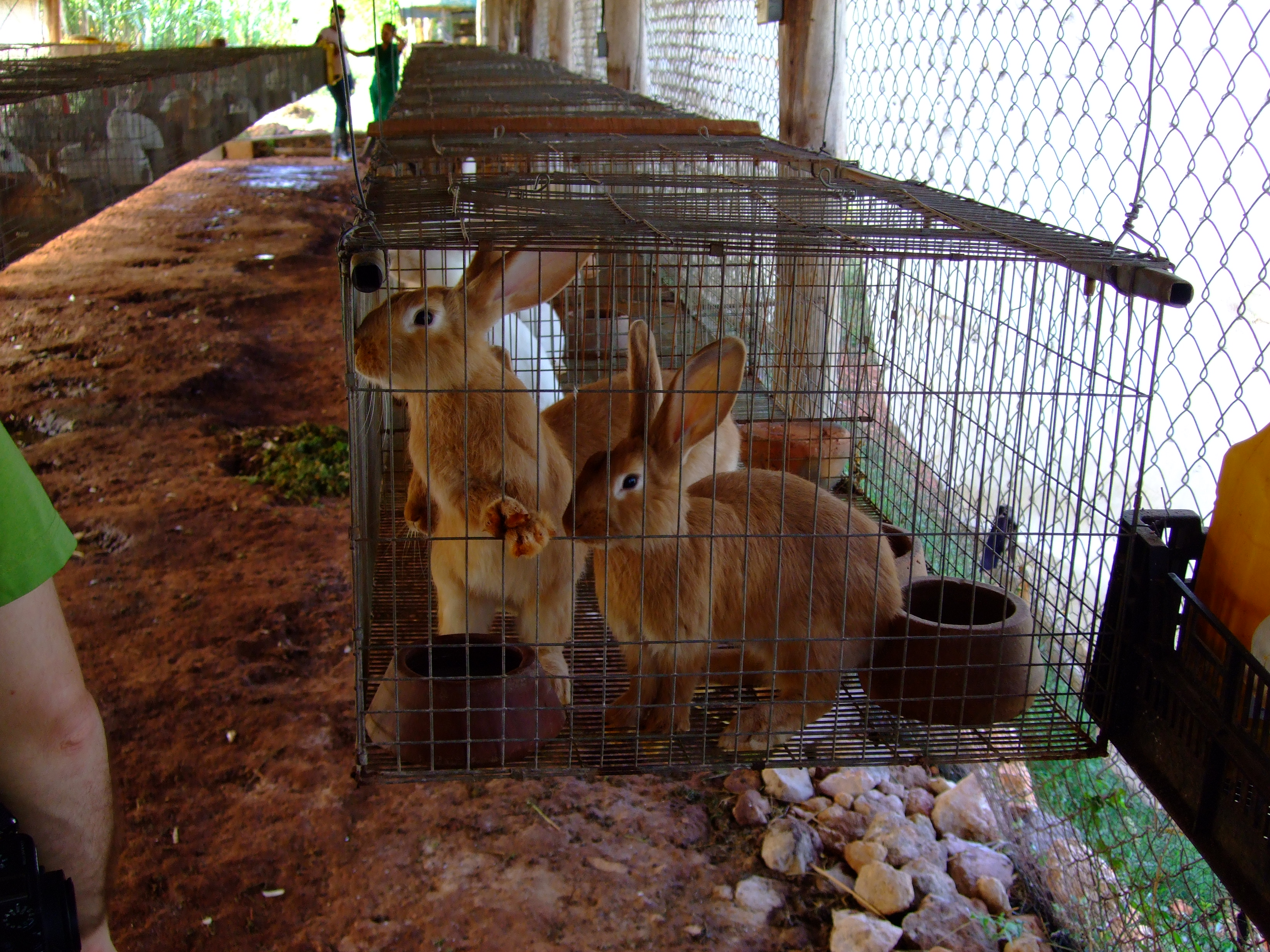
Klece na Kubě
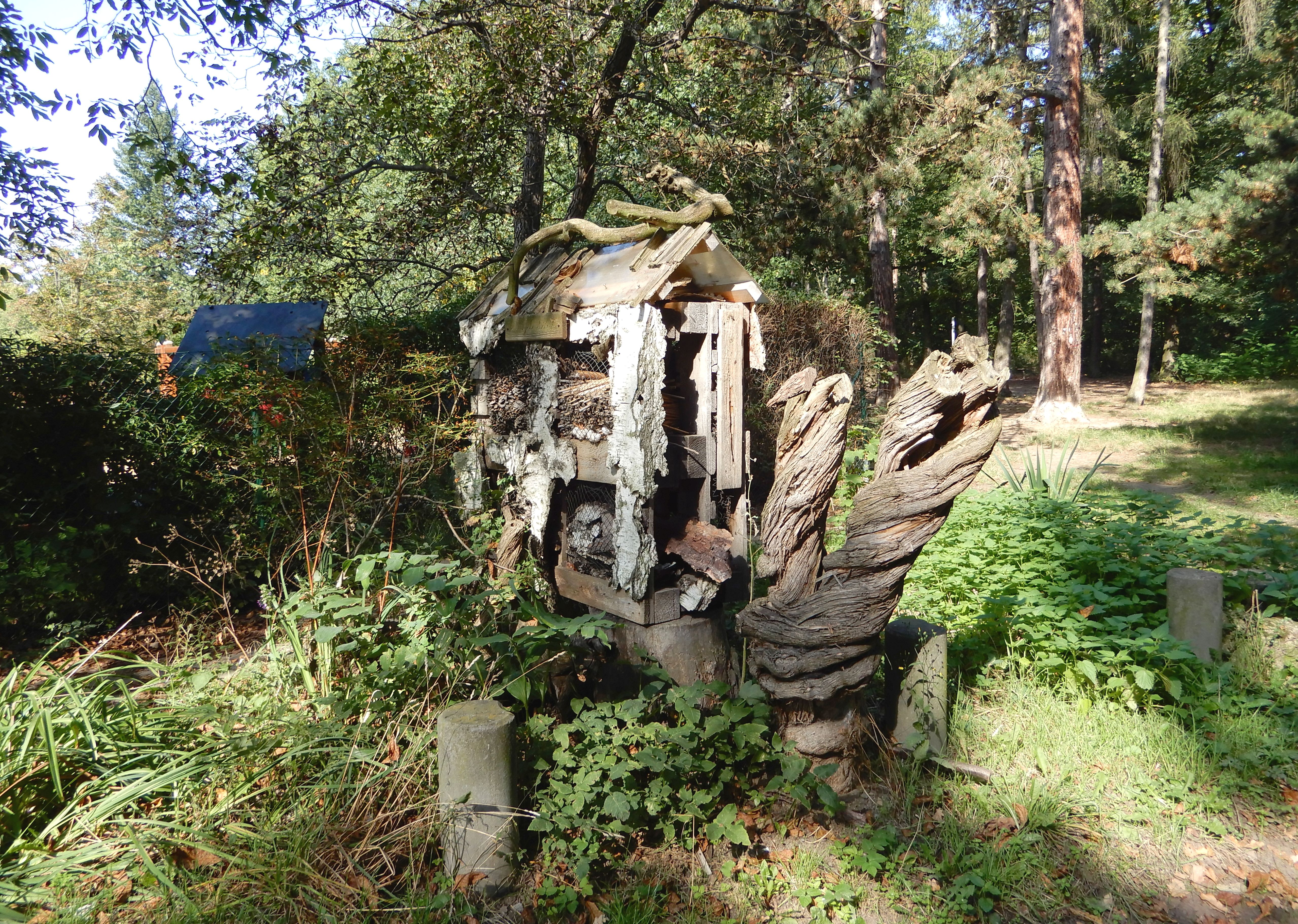
Králíkárna v Tichém údolí u Prahy
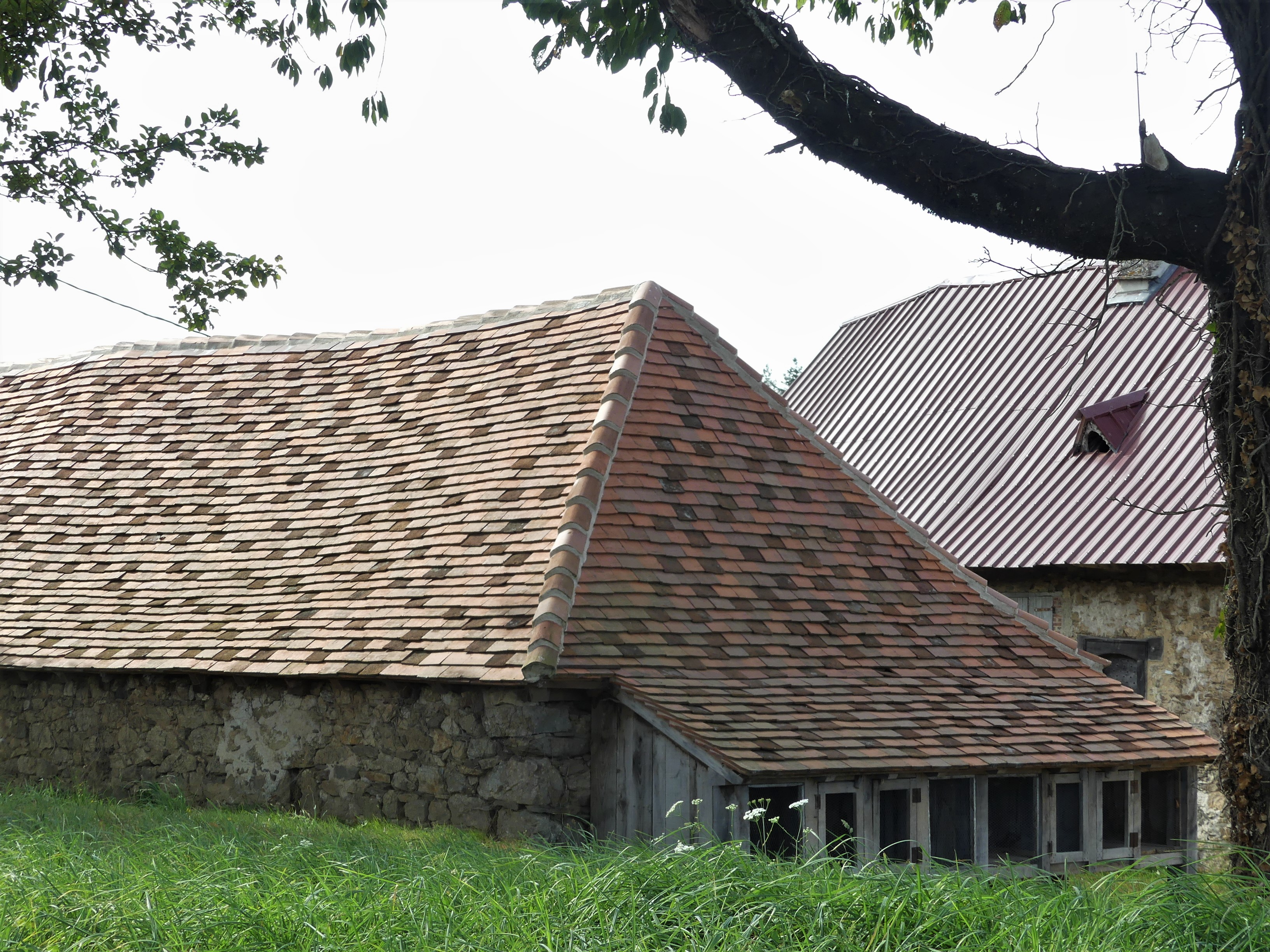
Králíkárna u chlívku, Francie
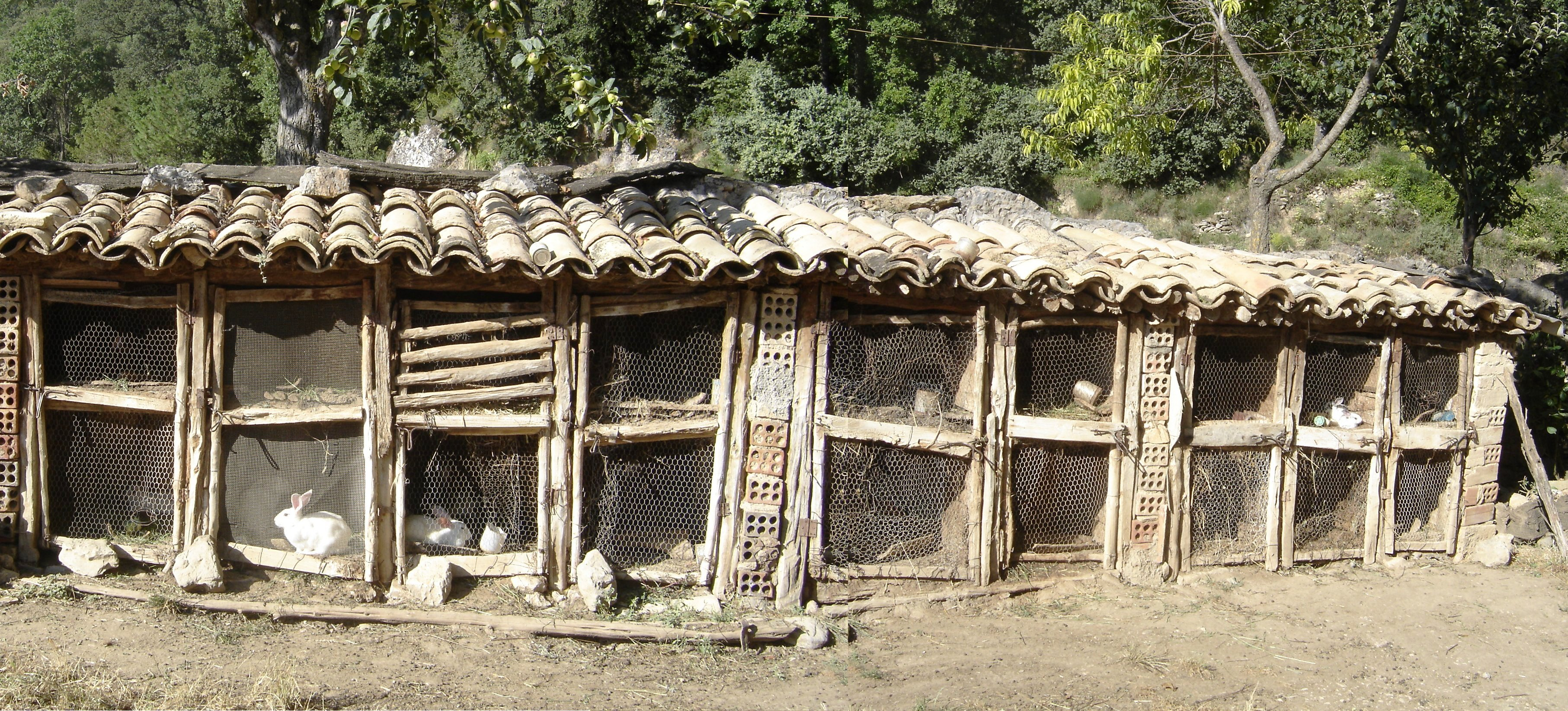
Velkochov ve Francii
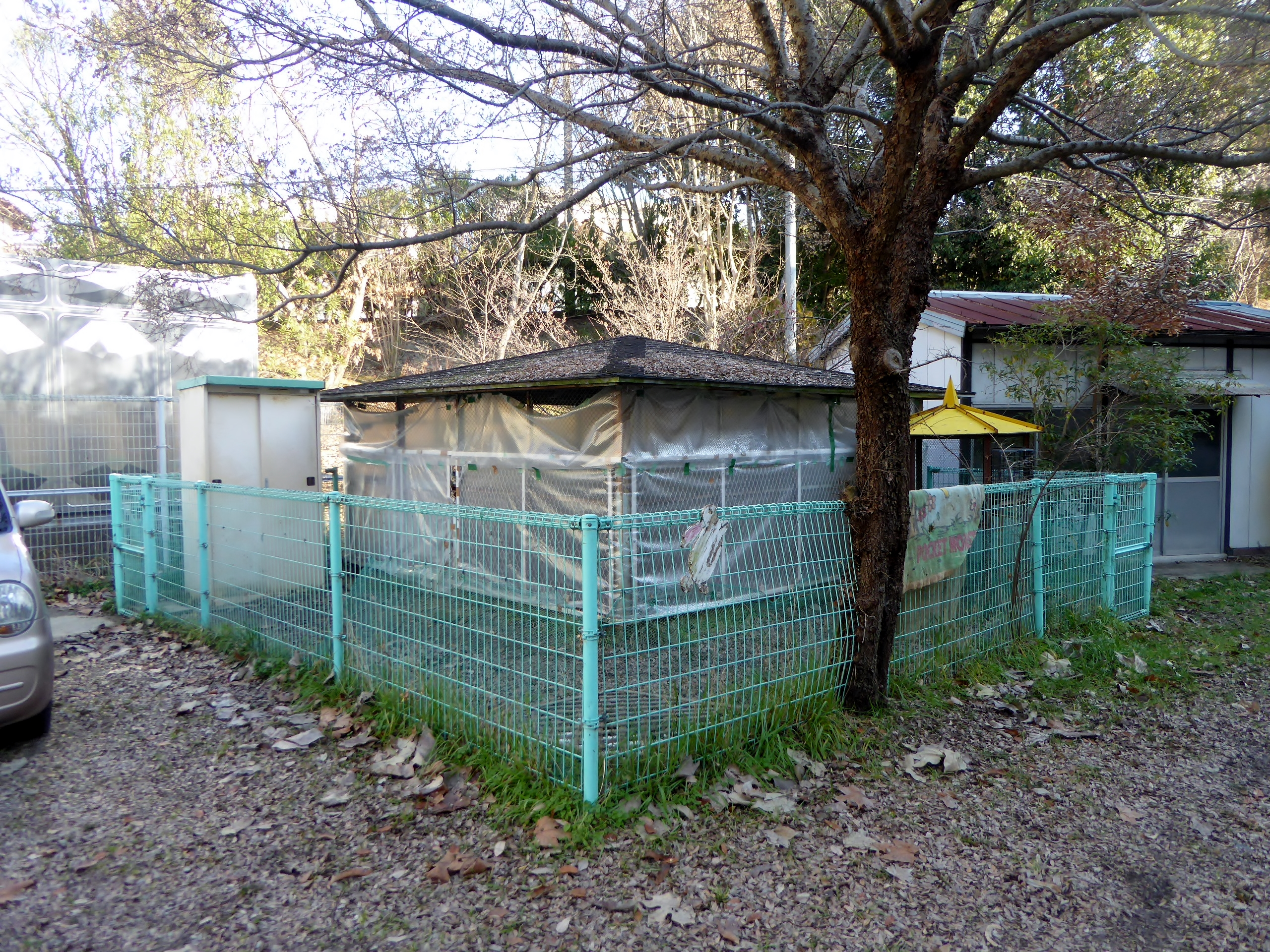
Oplocená školní králíkárna v Japonsku
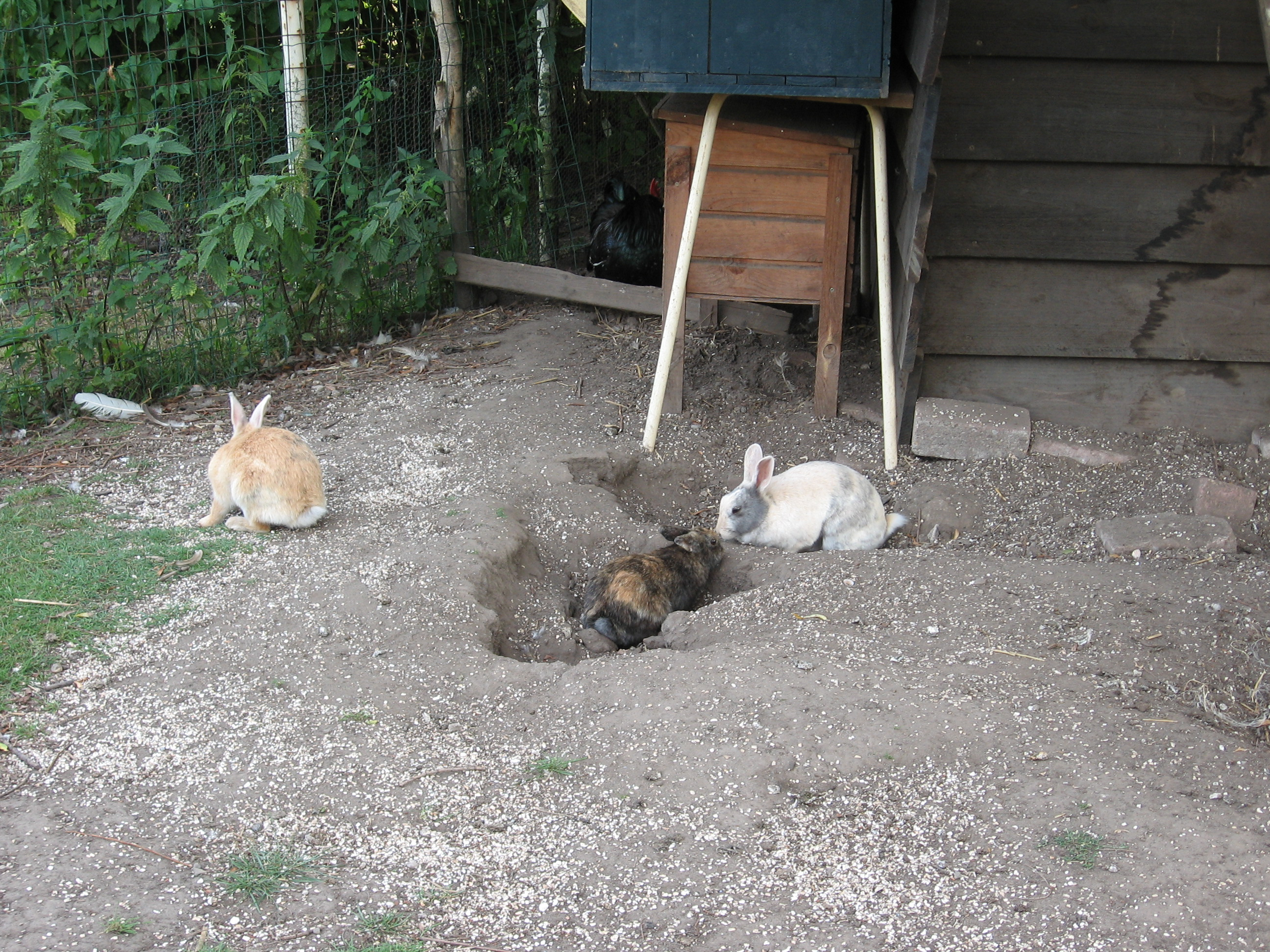
Výběh před králíkárnou